# بروکوود
بروکوود شهری است در ایالت آلاباما در کشور آمریکا.

## مکان
بروکوود در موقعیت () قرار دارد.
با توجه به اطلاعات اداره آمار آمریکا مساحت آن در حدود ۲۱٫۲ کیلومترمربع است.

## مردم‌شناسی
با توجه به آمار سال ۲۰۰۰ جمعیت آن ۱۴۸۳ نفر، ۵۵۳ خانواده در آن ساکن هستند.
تعداد ۶۱۳ واحد خانه در هر مساحت تقریبی (۲۹،۱akm²) قرار دارد.
۲۸،۹% درصد از خانواده‌های فرزند زیر ۱۸ سال داشتند که از این تعداد ۶۳،۳% درصد زوج بوده و ۹،۴% درصد زنان بدون شوهر و ۲۲،۲% درصد نیز غیر خانواده بودند.
متوسط درآمد یک خانواده در حدود ۴۶،۰۷۱ دلار آمریکا است و زنان درآمد متوسط ۳۸،۹۲۹ دلار آمریکا و مردان درآمد متوسط ۲۳،۵۷۱ دلار آمریکا بدست می‌آورند.